# كرايغ ر. فراي
كرايغ ر. فراي (بالإنجليزية: Craig R. Fry)‏ هو سياسي أمريكي، ولد في 6 أكتوبر 1952. حزبياً، نشط في الحزب الديمقراطي. وقد انتخب عضو مجلس نواب إنديانا.